# راجر براکت
راجر براکت (انگلیسی: Roger W. Brockett؛ زادهٔ ۲۲ اکتبر ۱۹۳۸) یک نظریه‌پرداز کنترل آمریکایی و پروفسور آن وانگ در علوم رایانه و مهندسی برق در دانشگاه هاروارد است که آزمایشگاه رباتیک هاروارد را در سال ۱۹۸۳ تأسیس کرد. وی عضو پیوسته انجمن مهندسان برق و الکترونیک بود. 
براکت در سال ۱۹۹۱ به دلیل مشارکت‌های برجسته‌اش در تئوری و عمل سیستم‌های کنترل خطی و غیرخطی، به عضویت آکادمی ملی مهندسی درآمد.
وی همچنین برندهٔ جوایزی همچون کمک‌هزینه گوگنهایم شده است.

## زندگی‌نامه
براکت در ۲۲ اکتبر ۱۹۳۸ در سویل، اوهایو متولد شد.  پدرش راجر لارنس و مادرش گریس استر (پچ) براکت بود. براکت مدرک کارشناسی خود را در سال ۱۹۶۰ از دانشگاه کیس وسترن رزرو دریافت کرد و در سال ۱۹۶۲ مدرک کارشناسی ارشد و در سال ۱۹۶۴ مدرک دکترای خود را از دانشگاه کیس وسترن رزرو دریافت کرد. رساله دکترای او «معکوس‌پذیری سیستم‌های دینامیکی با کاربرد در کنترل» زیر نظر میهاجلو دی. مساروویچ بود. در کیس وسترن، بروکت با دانلد کنوت هم‌کلاس بود.
پس از تدریس در مؤسسه فناوری ماساچوست از سال ۱۹۶۳ تا ۱۹۶۹، او به هیئت علمی دانشگاه هاروارد پیوست. در هاروارد، براکت به عنوان استاد گوردون مک‌کی در ریاضیات کاربردی و در سال ۱۹۸۹ به عنوان استاد آن وانگ در علوم رایانه و مهندسی برق منصوب شد.
براکت به خاطر کارش در زمینه نظریه کنترل و سیستم‌های دیفرانسیل خطی شناخته شده بود؛ در سال ۱۹۷۰ کتاب درسی سیستم‌های خطی با ابعاد محدود را منتشر کرد. براکت به بیش از ۵۰ دانشجو، از جمله دانیل لیبرزون، یان ویلمز، دیوید دابکین، جان باراس، پی. اس. کریشناپراساد و جان بیلیول مشاوره داده است.
پس از یک سری مشکلات قلبی، براکت در ۱۹ مارس ۲۰۲۳ در سن ۸۴ سالگی در بیمارستان ییل نیوهیون در نیوهیون، کنتیکت درگذشت.